# 52308 Hanspeterröser
(52308) Hanspeterroser, denumire internațională (52308) Hanspeterröser, este un asteroid din centura principală de asteroizi.

## Descriere
52308 Hanspeterröser este un asteroid din centura principală de asteroizi. A fost descoperit pe 7 octombrie 1991 la Tautenburg de Lutz Dieter Schmadel și Freimut Börngen. Asteroidul prezintă o orbită caracterizată de o semiaxă mare de 3,04 ua, o excentricitate de 0,16 și o înclinație de 3,8° în raport cu ecliptica.